# Grupa Dziewicy
Grupa Dziewicy – grupa skał  po wschodniej stronie Zamku w Olsztynie w miejscowości Olsztyn w województwie śląskim, w powiecie częstochowskim. Należą do grupy Skał Olsztyńskich i są popularnym obiektem wspinaczki skalnej. W Grupie Dziewicy wspinacze wyróżnili 4 skały: Szafa, Biblioteka, Dziewica i Owczy Mur (Owczy Grzbiet). Skały tej grupy znajdują się na południowo-zachodnim grzbiecie Góry Statkowej na Wyżynie Mirowsko-Olsztyńskiej będącej częścią Wyżyny Częstochowskiej.
Z Olsztyna do podnóża skał prowadzi gruntowa droga. Skały znajdują się na odkrytym terenie. Zbudowane są z wapieni, mają  wysokość 11–14 m, połogie, pionowe lub przewieszone ściany i występują w nich takie formacje skalne jak: filar, komin, zacięcie. Wspinacze poprowadzili na nich ponad 100 dróg wspinaczkowych o zróżnicowanym stopniu trudności od II do VI.7+ w skali Kurtyki. Mają wystawę północno-zachodnią, południowo-wschodnią lub południowo-zachodnią.

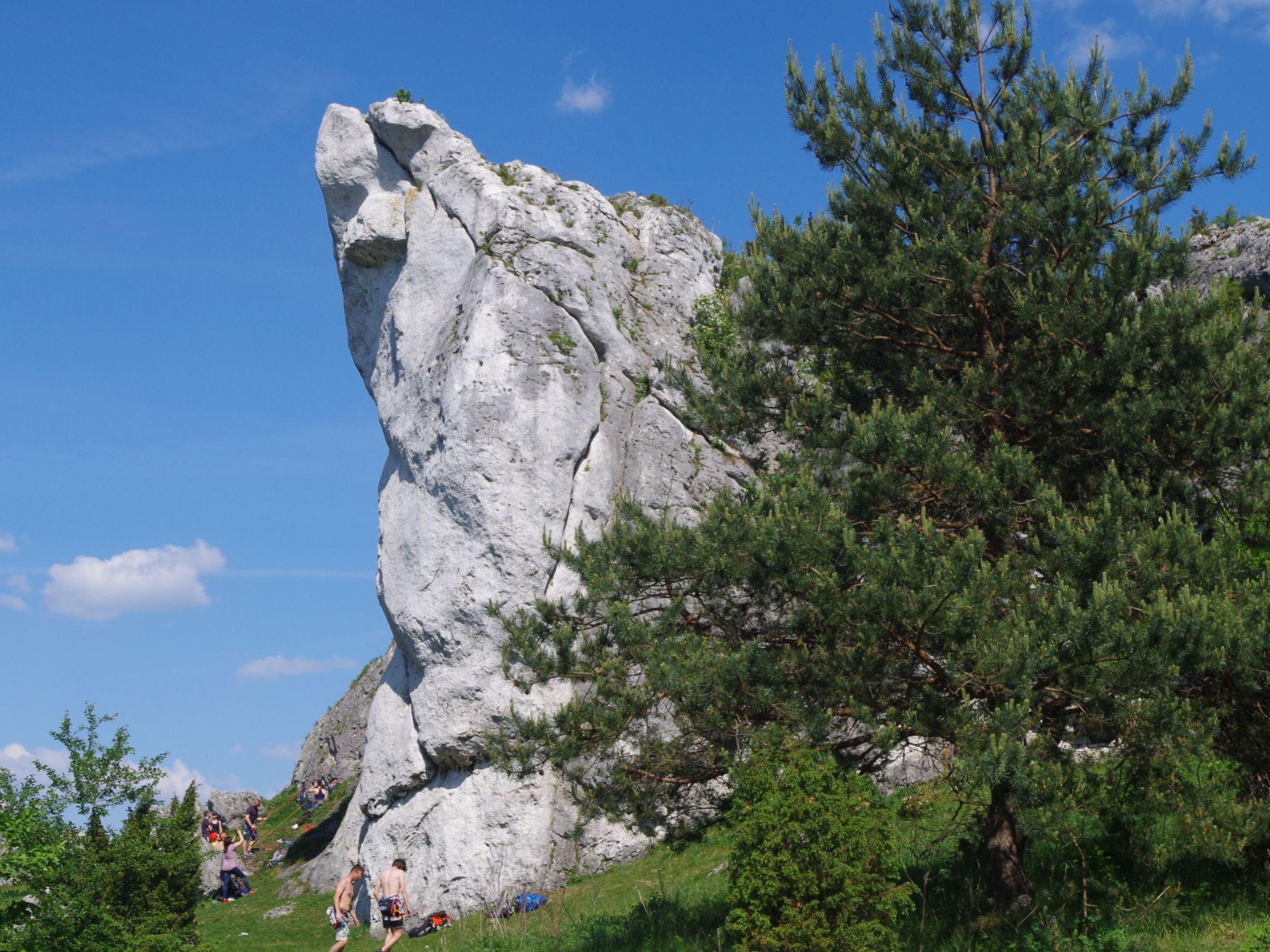
Dziewica
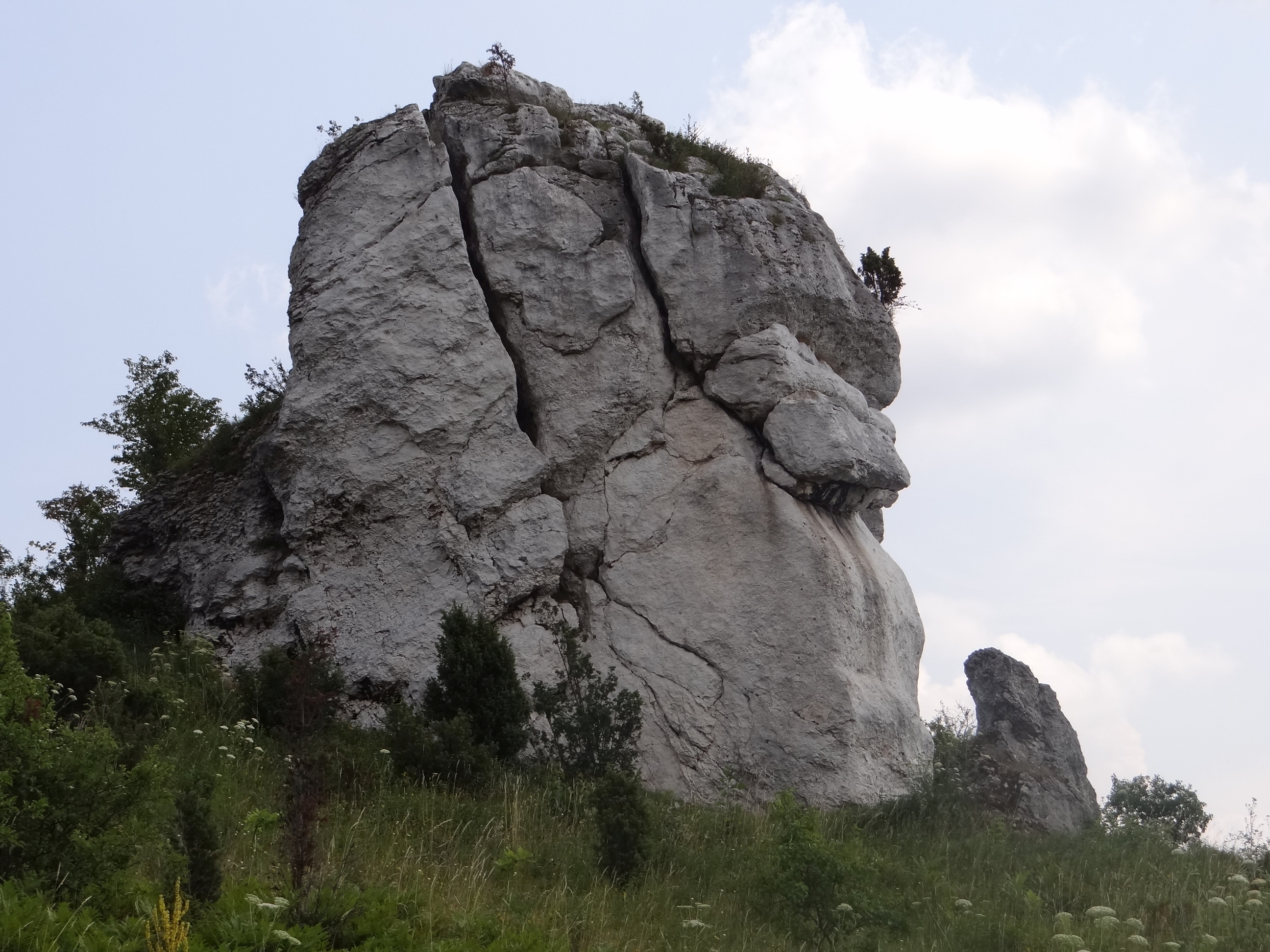
Szafa
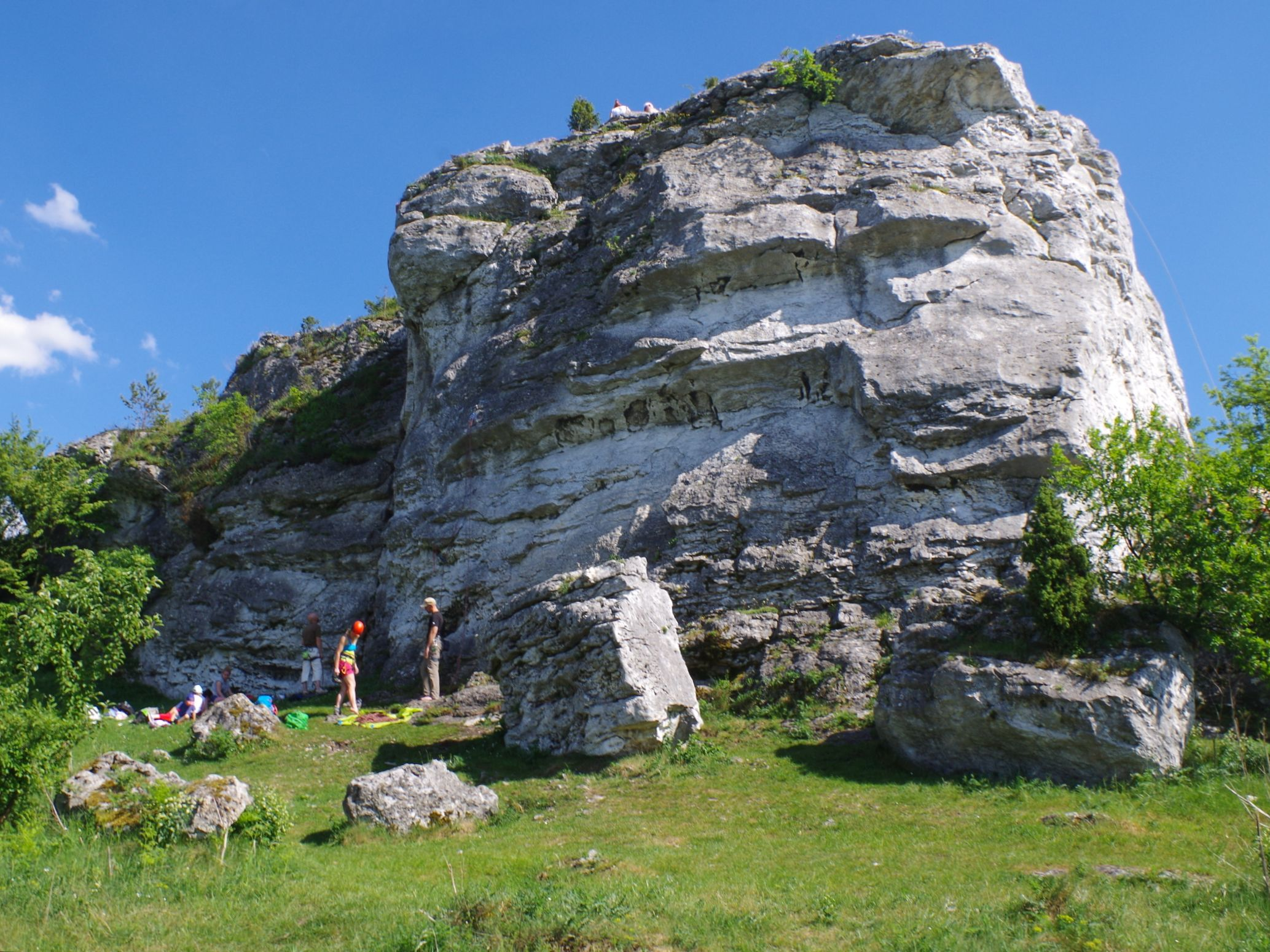
Biblioteka
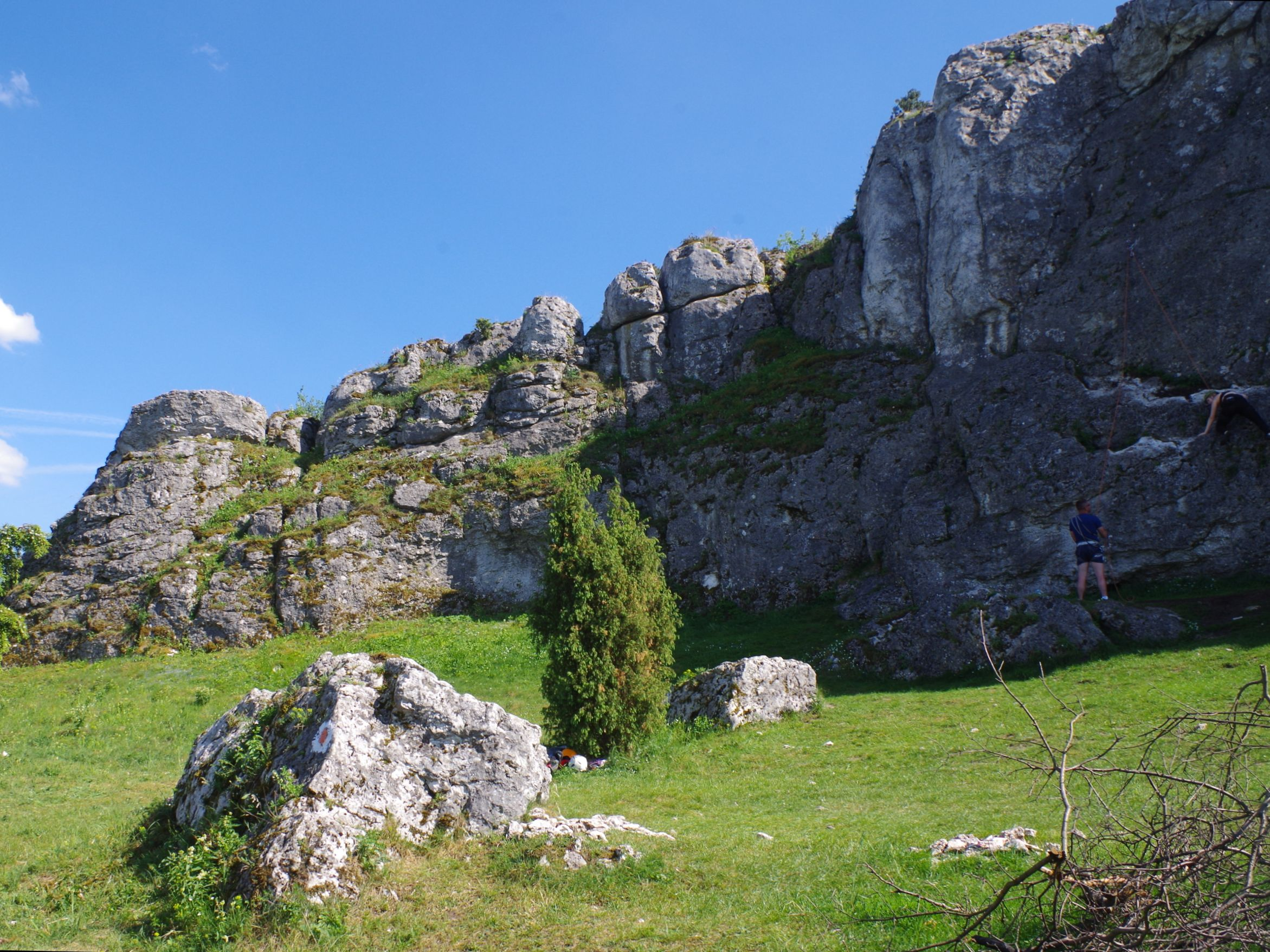
Owczy Mur